# Copilul lui Rosemary
Copilul lui Rosemary (titlu original: Rosemary's Baby) este un film american psihologic de groază din 1968 regizat de Roman Polanski și produs de William Castle. Este bazat pe romanul omonim din 1967 scris de Ira Levin. Rolurile principale au fost interpretate de actorii Mia Farrow, John Cassavetes, Ruth Gordon, Ralph Bellamy, Maurice Evans, Sidney Blackmer și Charles Grodin (debut actoricesc pentru Grodin). Farrow joacă rolul unei femei însărcinate care se teme că soțul ei ar fi făcut un pact cu vecinii lor excentrici, crezând că acesta le-au promis copilul pentru a fi folosit ca sacrificiu uman în ritualurile lor oculte, totul în schimbul obținerii succesului în cariera sa de actor.
Rosemary's Baby este al doilea film al lui Polanski din "Apartment Trilogy", fiind precedat  de Repulsion (Repulsie, 1966) și urmat de Le locataire (Chiriașul, 1976).
A câștigat Premiul Oscar pentru cea mai bună actriță în rol secundar - Ruth Gordon și a fost nominalizat la Premiul Oscar pentru cel mai bun scenariu adaptat - Roman Polanski.
În 2014, Rosemary's Baby a fost considerat ca fiind "important cultural, istoric sau estetic" de către Biblioteca Congresului și a fost ales pentru păstrare în Registrul Național de Film.

## Rzeumat
În 1965, Rosemary Woodhouse și soțul ei, Guy, actor de teatru, vizitează Bramford, un impunător imobil de apartamente în stil renascentist din Manhattan. Cei doi află că fosta chiriașă, o femeie în vârstă decedată recent, avea un comportament ciudat — de pildă, a așezat mobilă grea în fața unui dulap de lenjerie pe care încă îl folosea. Deși Hutch, prieten apropiat al cuplului, îi avertizează cu privire la reputația sumbră a clădirii Bramford, Rosemary și Guy decid să se mute acolo.
În spălătoria din subsol, Rosemary o cunoaște pe Terry Gionoffrio, o tânără aflată în recuperare după o dependență de droguri, găzduită de vecinii lor în vârstă, Minnie și Roman Castevet. Curând după această întâlnire, cei doi soți revin acasă și descoperă că Terry s-a sinucis, aruncându-se de la fereastra apartamentului familiei Castevet, situat la etajul șapte. A doua seară, Rosemary și Guy iau cina la vecinii lor, ocazie cu care Rosemary îi percepe ca fiind intruzivi și insistenți. Ea se simte stânjenită când Minnie îi oferă pandantivul lui Terry, spunând că acesta conține „rădăcină de tannis” și îi va purta noroc.
În mod surprinzător, Guy, care inițial părea rezervat față de familia Castevet, devine tot mai atras de Roman și începe să-l viziteze frecvent.
Guy primește un rol important într-o piesă de teatru după ce actorul principal orbește în mod inexplicabil. Odată cu succesul său profesional, Guy își dorește să aibă un copil cu Rosemary. În seara în care plănuiesc conceperea — 4 octombrie 1965, ziua vizitei Papei Paul al VI-lea la stadionul Yankee — Minnie le aduce cupe individuale cu mousse de ciocolată. Rosemary observă un gust ciudat, asemănător cretei, iar Guy o critică cu iritare, spunând că este nerecunoscătoare. Pentru a-l împăca, ea mai gustă puțin, apoi aruncă restul desertului în secret. Curând după aceea, se simte amețită și leșină.
Într-o stare de semi-conștiență, Rosemary are halucinații tulburătoare în care este violată de o entitate demonică. A doua zi dimineață, se trezește cu zgârieturi pe corp. Guy îi spune că nu a vrut să rateze „noaptea bebelușului” și că, deși ea leșinase, el nu își amintește exact ce s-a întâmplat. Îi spune că între timp și-a tăiat unghiile.
Rosemary rămâne însărcinată, iar termenul nașterii este 28 iunie. Vecinii Castevet, încântați de veste, insistă ca Rosemary să fie îngrijită de prietenul lor apropiat, Dr. Abraham Sapirstein, un obstetrician renumit, în locul medicului ei obișnuit, Dr. Hill. În primul trimestru, Rosemary suferă dureri abdominale intense și pierde semnificativ în greutate. Până la Crăciun, starea ei fizică fragilă îi îngrijorează pe prietenii apropiați, inclusiv pe Hutch, care începe să investigheze trecutul sinistru al clădirii Bramford.
Înainte de a-i dezvălui lui Rosemary ce a descoperit, Hutch cade într-o comă inexplicabilă. Epuizată și disperată, Rosemary insistă să fie consultată de Dr. Hill, deși Guy se opune ferm, temându-se că Sapirstein va fi jignit. În mijlocul acestei dispute, durerile ei încetează brusc, iar Rosemary simte pentru prima dată mișcările copilului.
Trei luni mai târziu, Rosemary află de la Grace Cardiff, prietena lui Hutch, că acesta a murit. Înainte de a-și da ultima suflare, Hutch și-a recăpătat luciditatea pentru scurt timp și i-a cerut lui Grace să-i înmâneze lui Rosemary o carte despre vrăjitorie, intitulată All of Them Witches, însoțită de un mesaj criptic: „Numele este o anagramă.”
Folosindu-se de piese de Scrabble, Rosemary descoperă că numele Roman Castevet este o anagramă pentru Steven Marcato, fiul unui fost locatar al clădirii Bramford, cunoscut satanist. Convinsă că familia Castevet și Dr. Sapirstein fac parte dintr-un grup care urmărește să-i fure copilul, Rosemary încearcă să-i deschidă ochii lui Guy, însă acesta refuză să o creadă și, ulterior, aruncă acea carte, ceea ce îi sporește suspiciunile.
Terozitată, Rosemary apelează la Dr. Hill pentru ajutor, dar acesta o consideră isterică și îl contactează pe Sapirstein. Medicul sosește împreună cu Guy și, amenințând că o vor interna într-un spital de psihiatrie, o forțează să se întoarcă acasă. Rosemary se încuie în apartament, dar membrii grupului reușesc cumva să pătrundă în interior. Sapirstein o sedează, iar Rosemary intră în travaliu și naște.
La trezire, i se spune că bebelușul a murit. Totuși, în timp ce își revine, observă că laptele matern care i se extrage este păstrat, nu aruncat, ceea ce o pune pe gânduri. Renunță la pastilele prescrise și, treptat, începe să se simtă mai lucidă. Când aude un copil plângând, Guy pretinde că un cuplu cu nou-născut s-a mutat într-un apartament de la etaj.
Convinsă că bebelușul ei este încă în viață, Rosemary descoperă o ușă ascunsă în dulapul cu lenjerie, care duce direct în apartamentul familiei Castevet — același dulap blocat de fosta chiriașă și aceeași cale secretă folosită de membrii grupului pentru a pătrunde în apartamentul soților Woodhouse.
Înăuntru, Rosemary găsește adunați în jurul unui pătuț acoperit cu pânză neagră pe Guy, familia Castevet, Dr. Sapirstein și alți membri ai grupului. Deasupra pătuțului atârnă o cruce răsturnată. Când privește înăuntru, Rosemary este îngrozită și cere să știe ce e în neregulă cu ochii copilului. Roman îi dezvăluie că bebelușul, numit Adrian, este fiul lui Satan și întruchiparea Anticristului, moștenind ochii tatălui său demonic.
Roman o îndeamnă pe Rosemary să își crească fiul, promițând că nu va fi obligată să se alăture lor și că, în viitor, Adrian îi va cruța viața. Când Guy încearcă să o liniștească și îi spune că vor fi recompensați pentru sacrificiul făcut, Rosemary îl scuipă cu dispreț.
Auzind plânsetele copilului, instinctul matern o copleșește. Se apropie de leagăn și, privindu-l, începe să-l legene ușor, cântându-i un cântec de leagăn. Filmul se încheie cu imaginea lui Rosemary, transformată din victimă în mamă, privind cu blândețe spre fiul său, Adrian.

## Distribuție
- Mia Farrow ca Rosemary Woodhouse
- John Cassavetes ca Guy Woodhouse
- Ruth Gordon ca Minnie Castevet
- Sidney Blackmer ca Roman Castevet / Steven Marcato
- Maurice Evans ca Hutch
- Ralph Bellamy ca  Dr. Abraham Sapirstein
- Charles Grodin ca Dr. Hill
- Patsy Kelly ca Laura-Louise
- Angela Dorian ca Terry Gionoffrio
- Elisha Cook ca Mr. Nicklas
- Emmaline Henry ca  Elise Dunstan
- Hanna Landy ca Grace Cardiff
- Philip Leeds ca  Dr. Shand
- Hope Summers ca  Mrs. Gilmore
- D'Urville Martin ca Diego
- Marianne Gordon ca Rosemary's Girlfriend
- Wendy Wagner ca  Rosemary's Girlfriend
- Tony Curtis ca  Donald Baumgart (voce)
- Clay Tanner ca Diavolul